# September 17, 1969
| Оценки критиков               | Оценки критиков |
| Источник                      | Оценка          |
| ----------------------------- | --------------- |
| AllMusic                      | [ 1 ]           |
| Billboard                     | [ 2 ]           |
| Encyclopedia of Popular Music | [ 3 ]           |

September 17, 1969 (также издавался под названиями Holiday и There And Everywhere) — седьмой студийный альбом бразильской певицы Аструд Жилберту, выпущенный в 1969 году на лейбле Verve Records. Продюсером альбома стал Брукс Артуро, аранжировками занимался Альберт Горгони. Альбом был записан в Нью-Йорке на студии Century Sound. Фотография для обложки была сделала на Манхэттене на 43-й улице Доном Мартином.

## Отзывы критиков
В журнале Cash Box написали: «Бразильскую певицу с дымным голосом выгодно выделяется в таких песнях, как „Here, There and Everywhere“, „Light My Fire“ The Beatles и ранней песне Bee Gees „Holiday“. Здесь присутствует звучание босановы, популяризировать которую Аструд изначально помогала; аранжировки великолепны во всём. Этот альбом мог бы хорошо зарекомендовать себя среди большего числа слушателей и, несомненно, укрепит и без того отличную репутацию певицы как интерпретатора современных песен». Рецензент журнала Record World отметил, что Аструд Жилберту с её особенным мурлыкающим голосом особенно хорошо звучит в этой подборке. Из обзора журнала RPM: «Аккуратно опустите иглу на виниловый диск, повернитесь лицом к нему и просто расслабьтесь, чтобы вас успокоило лучшее в мире успокоительное». Рекс Рид из Stereo Review написал следующее: «Новые записи Аструд Жилберту похожи на бабочек-монархов летом — такие же обычные, такие же хрупкие, такие же прекрасные, такие же тонкие, и их так же легко не заметить. Её последняя работа не давала никакого намёка на то, что всё будет по-другому, но после того, как я прослушал её несколько раз, стали появляться новые красивые места, и теперь, кажется, произошла захватывающая мутация в её творчестве и в её голосе. Она по-прежнему говорит с придыханием, но её стиль стал более специфичным, а её фразировка и интонация значительно улучшились. Чёткие аранжировки Альберта Горгони и Майкла Леонарда подняли её на новую высоту. Лучше всего то, что материал безупречен. Представьте, как крошка Аструд поёт „Light My Fire“. Она не только делает это, но и завоёвывает мое полное одобрение. Все песни в этом сборнике первоклассные, особенно „Let Go“ и „A Million Miles Away Behind the Door“, песня о любви Алана Джейлернера и Превина из фильма „Золото Калифорнии“. Браво, Аструд».

## Список композиций
| №  | Название                     | Автор(ы)                                                 | Длительность |
| -- | ---------------------------- | -------------------------------------------------------- | ------------ |
| 1. | «Beginnings»                 | Роберт Ламм                                              | 8:08         |
| 2. | «Holiday»                    | Барри Гибб, Робин Гибб                                   | 3:12         |
| 3. | «Here, There and Everywhere» | Джон Леннон, Пол Маккартни                               | 2:26         |
| 4. | «Light My Fire»              | Джон Денсмор, Роберт Кригер, Рэй Манзарек, Джим Моррисон | 2:57         |
| 5. | «Let Go (Canto de Ossanha)»  | Винисиус ди Морайс                                       | 3:07         |

| №  | Название                                                     | Автор(ы)                             | Длительность |
| -- | ------------------------------------------------------------ | ------------------------------------ | ------------ |
| 1. | «Let’s Have the Morning After (Instead of the Night Before)» | Доротея Джойс, Мишель Легран         | 4:09         |
| 2. | «Think of Rain»                                              | Марго Гуриан                         | 2:48         |
| 3. | «A Million Miles Away Behind the Door»                       | Алан Джей Лёрнер, Андре Превин       | 2:29         |
| 4. | «Love Is Stronger Far Than We»                               | Франсис Ле, Джерри Келлер, Пьер Бару | 3:44         |
| 5. | «Don’t Leave Me Baby»                                        | Гарри Нилсон                         | 2:32         |
| 6. | «Summer Sweet»                                               | Алан Каплан, Дэвид Уайт              | 6:31         |